# The Devil Plays
Pour plus de détails, voir Fiche technique et Distribution.
The Devil Plays est un film américain réalisé par Richard Thorpe, sorti en 1931.

## Synopsis
Plusieurs personnes sont suspectées d'un meurtre. Alors qu'une femme est sur le point de divulguer une information importante, elle aussi est assassinée. Finalement, un romancier, détective amateur, rassemble tous les protagonistes et dévoile l'identité du meurtrier à la police. 

## Fiche technique
- Titre original : The Devil Plays
- Réalisation : Richard Thorpe
- Scénario : Arthur Hoerl
- Photographie : M. A. Anderson
- Montage : Richard Thorpe
- Société de production : Chesterfield Motion Pictures Corporation
- Société de distribution : Chesterfield Motion Pictures Corporation
- Pays de production :  États-Unis
- Langue originale : anglais
- Format : noir et blanc — 35 mm — 1,37:1 — son Mono
- Genre : Film policier
- Durée : 63 minutes
- Date de sortie :
  - États-Unis : 15 décembre 1931

## Distribution
- Jameson Thomas : Harry Forrest
- Florence Britton : Diana Amberson
- Thomas E. Jackson : l'inspecteur Brown
- Dorothy Christy : Dolores Quincy
- Richard Tucker : Gerald Murdock
- Lillian Rich : Grace Stiles
- Robert Ellis : Stiles
- Lew Kelly : Snyder
- Carmelita Geraghty : Rita Kane
- Edmund Burns : Dick Quincy